# Mohammad Ghazi (traducător)

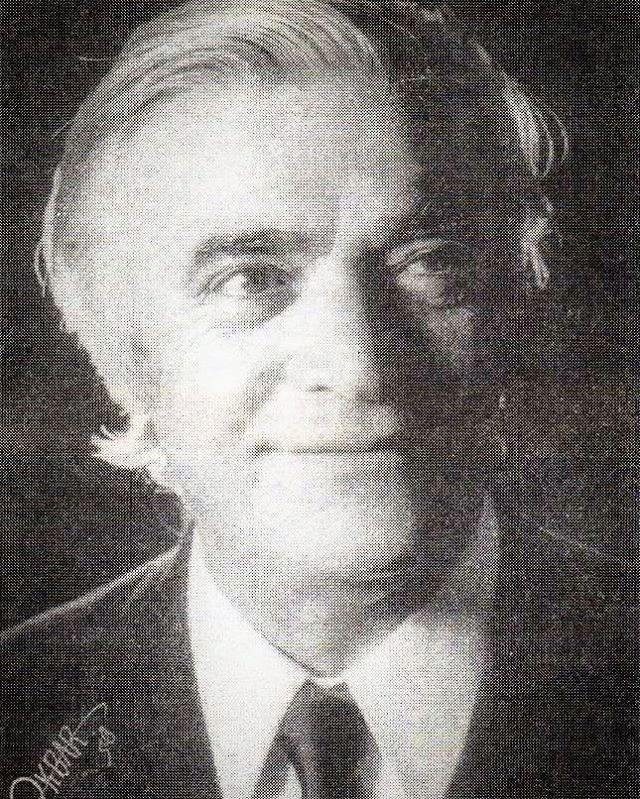
Mohammad Ghazi

Mohammad Ghazi (în persană محمد قاضی, în kurdă محەممەد قازی; romanizat ca Muhammad Qazi) (3 august 1913, Mahabad, Iran – 14 ianuarie 1998, Teheran) a fost un prolific și renumit scriitor și traducător iranian care a tradus numeroase cărți, în principal, din franceză în persană. El a scris/tradus aproape 70 de cărți.
Ghazi a studiat literatura la Darolfonoun, Teheran.
El a murit pe 14 ianuarie 1998, într-un spital din Teheran, la vârsta de 85 de ani.